# YAML
YAML is een voor mensen leesbaar bestandsformaat, dat gebruikt wordt voor onder andere configuratiebestanden en in applicaties voor data-opslag en verzending. Het formaat bestaat sinds 2001, en gebruikt sinds 2006 de bestandsextentie .yaml. De opmaak gebeurt met spaties, en niet met tabs.

## Naam
YAML staat voor YAML Ain't Markup Language, en is daarmee een recursief acroniem.